# 3月22日
3月22日（さんがつにじゅうににち）は、グレゴリオ暦で年始から81日目（閏年では82日目）にあたり、年末まであと284日ある。

## できごと

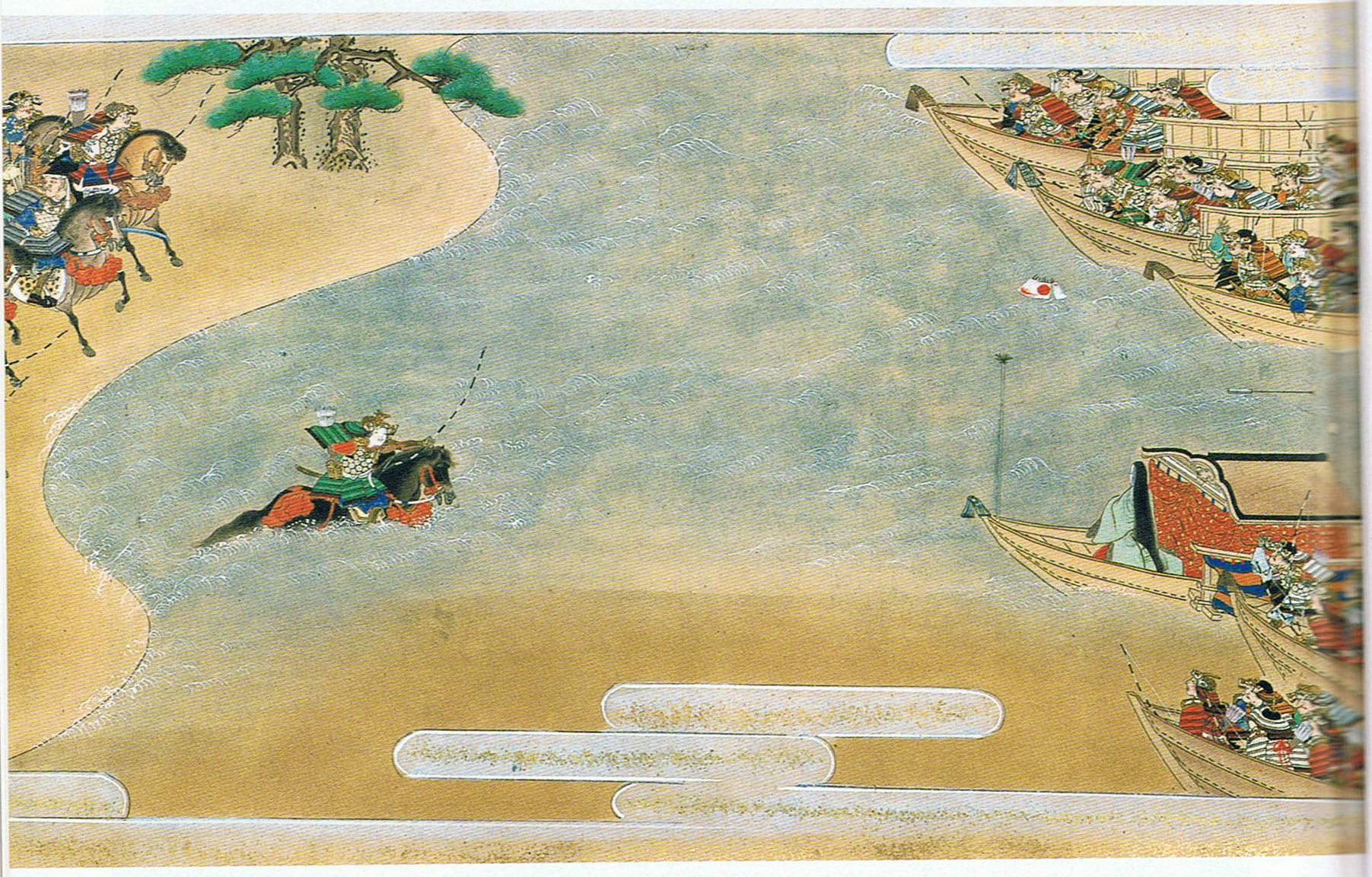
屋島の戦い(1185)。画像は『平家物語絵巻』より「扇の的」

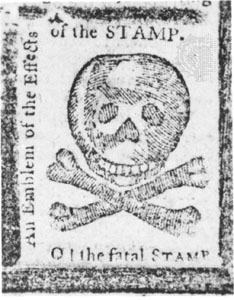
印紙法が英国議会を通過(1765)。画像はこれに反発した米国の新聞。

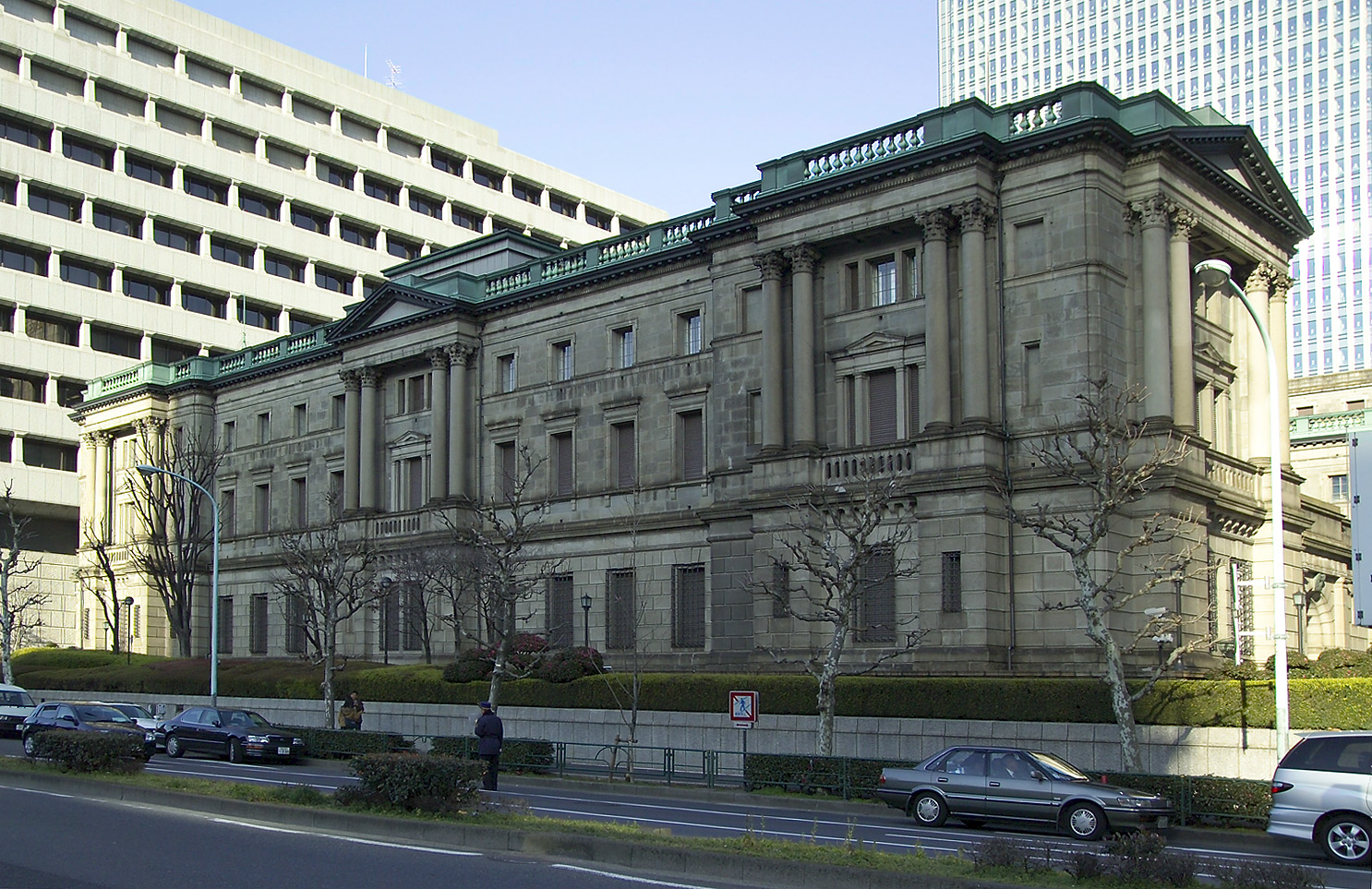
日本銀行本店落成(1896)。設計は辰野金吾

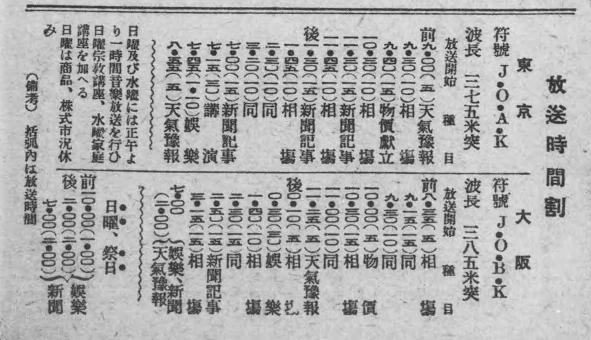
社団法人東京放送局、ラジオ試験放送を開始(1925)。画像は1925年の番組表

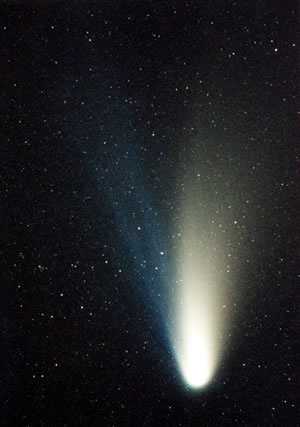
ヘール・ボップ彗星、地球に最接近(1997)。

- 238年 - ゴルディアヌス1世と彼の息子ゴルディアヌス2世が共同皇帝としてローマ皇帝への即位を宣言。
- 650年（大化6年2月15日） - 日本の元号が大化から白雉に改元。
- 1185年（元暦2年/寿永4年2月19日） - 治承・寿永の乱: 屋島の戦いがおこなわれ源氏方が勝利。
- 1765年 - 13植民地を対象とする印紙法がイギリス議会を通過。
- 1804年（享和4年2月11日） - 日本の元号が享和から文化に改元。
- 1809年 - カール13世がスウェーデン王に即位。
- 1833年 - ドイツ諸邦国がドイツ関税同盟締結、施行は翌年元日より。
- 1888年 - イングランドのフットボールリーグが発足。
- 1896年 - 日本銀行本店が落成[1]。
- 1897年 - 初の日本人の経営・編集による日刊英字新聞『ジャパンタイムス』が創刊[2]。
- 1898年 - 『時事新報』が社説「支那人親しむ可し」を掲載。
- 1907年 - 南アフリカのインド移民を制限する法律に反対して弁護士ガンジーが不服従運動を開始。
- 1908年 - 東京大久保で出歯亀事件がおこる。
- 1916年 - 袁世凱が中華帝国皇帝を退位。
- 1919年 - シベリア出兵: イワノフカ事件おこる。
- 1925年 - 社団法人東京放送局（現：NHK放送センター）がラジオ試験放送を開始。
- 1927年 - 昭和金融恐慌の最中、村井銀行、左右田銀行、八十四銀行、中沢銀行が2週間の休業を宣言[3]。
- 1933年 - ナチス・ドイツ初の強制収容所であるダッハウ強制収容所の運用を開始。
- 1939年 - 第二次世界大戦: ドイツの要求によりリトアニアがメーメルを割譲。
- 1942年 - 第二次世界大戦: 第2次シルテ湾海戦。
- 1945年 - アラブ連盟創設。
- 1946年 - 伊豆諸島に対する日本の施政権停止が解除され、伊豆諸島がアメリカから日本に復帰した。
- 1957年 - 男声コーラスグループ・ダークダックスがデビュー。
- 1962年 - 政治活動浄化法に抗議して尹潽善が韓国大統領を辞任。朴正煕が大統領代行に。
- 1963年 - ビートルズ初のアルバム『プリーズ・プリーズ・ミー』が発売[4]。
- 1964年 - 大阪環状線で大阪駅〜福島駅間の複線化により全線複線化が完成。環状運転を開始した。
- 1965年 - ニコラエ・チャウシェスクがルーマニア共産党総書記に就任。
- 1970年 - 第1回全日本女子プロボウリング選手権開催。中山律子が優勝。
- 1978年 - 電電公社が光ファイバーによる海底ケーブル通信の実験に成功。
- 1979年 - 静岡県下田市神子元島沖合で漁船「皆徳丸」が沈没。翌日に2人救助されるも18人が死亡・行方不明[5]。
- 1985年 - 第1回エイズ調査検討委員会が日本初のエイズ患者を発表[6]。
- 1987年 - 北海道の国鉄士幌線がこの日限りで廃止。
- 1990年 - 台湾で野百合学生運動が終結。大学生約６千名による民主化要求に対し、李登輝総統がその要求を受入れ、国是会議を開催することなどを決定した。
- 1993年 - インテル社が最初のペンティアムプロセッサ（32ビット、60MHz）の販売開始。
- 1994年 - 榎井村事件で、高松高裁が再審無罪の判決。
- 1995年 - 宇宙ステーション「ミール」に宇宙滞在最長記録である437日と18時間滞在していたロシアの宇宙飛行士ワレリー・ポリャコフが地球に帰還[7]。
- 1995年 - 公証人役場事務長逮捕監禁致死事件および地下鉄サリン事件で、警視庁がオウム真理教に対する強制捜査を実施。
- 1995年 - ロッキード事件丸紅ルートの裁判で、最高裁が田中角榮元首相への5億円の贈賄を認定し、有罪が確定。
- 1997年 - 東日本旅客鉄道（JR東日本）秋田新幹線開業。盛岡駅 - 秋田駅間に「こまち」が運行開始。
- 1997年 - 北越急行ほくほく線犀潟駅 - 六日町駅間が開業。
- 1997年 - ヘール・ボップ彗星が地球に最接近[8]。
- 2004年 - 東日本旅客鉄道（JR東日本）がSuicaショッピングサービス開始。
- 2006年 - 日野自動車、小型バスの新型日野・ポンチョの製造を開始。
- 2008年 - 2008年中華民国総統選挙が行われ、中国国民党の馬英九が当選。
- 2016年 - 2016年ブリュッセル爆発が発生。
- 2017年 - ロンドンのウェストミンスター橋で、車が歩行者を次々とはね、英国会議事堂付近の敷地内で警官が襲われる2017年ロンドンテロ事件が発生。4人が死亡し、約40人が負傷した[9]。
- 2018年 - 韓国の李明博元大統領が、収賄などの疑いで逮捕される[10]。
- 2021年 - 第10代コソボ首相にアルビン・クルティが就任[11]。
- 2023年 - 第5回ワールド・ベースボール・クラシックに於いて野球日本代表が3大会14年ぶりの優勝[12]。
- 2023年 - 愛知県名古屋市中区を拠点としたインターネットラジオ局としてHeart FMが開局
- 2024年 - 日経平均株価が取引時間中に史上初めて4万1000円の大台を突破。終値でも史上最高値を更新[13]。
- 2024年 - モスクワ郊外コンサート会場銃乱射事件が発生。

## 誕生日

### 人物

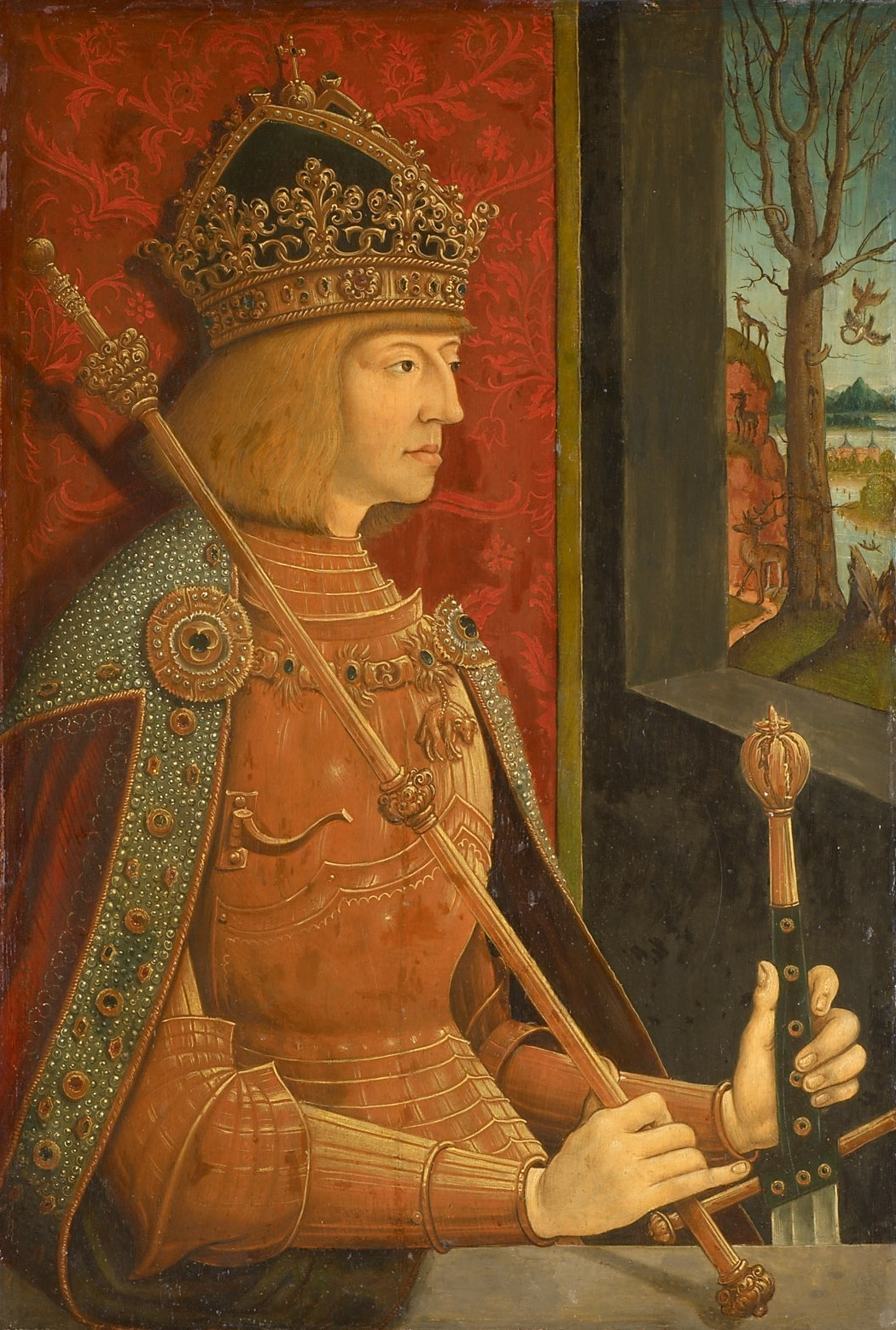
ハプスブルク家出身の神聖ローマ皇帝、マクシミリアン1世(1459-1519)誕生。

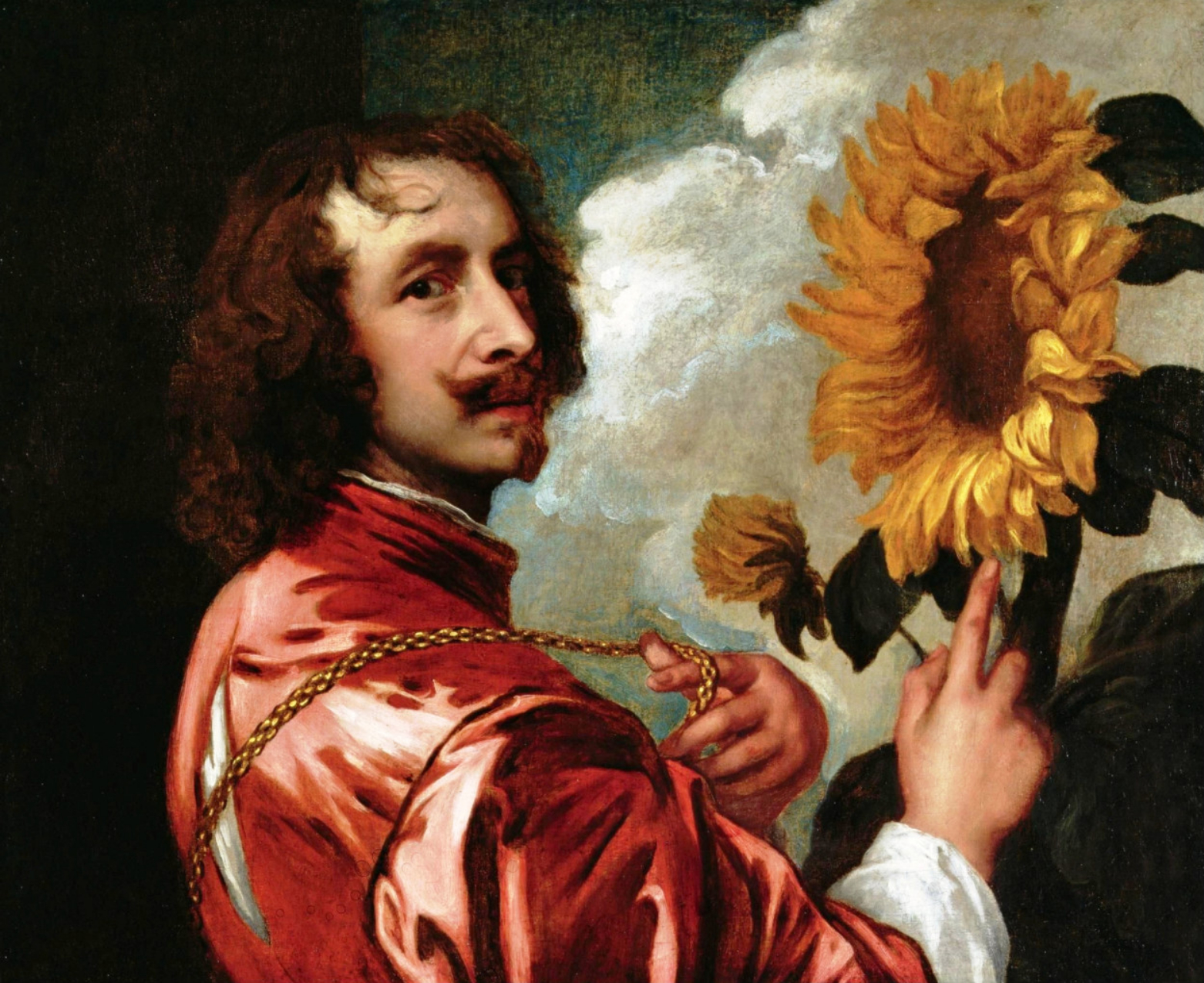
フランドルの画家アンソニー・ヴァン・ダイク(1599-1641)誕生。画像は自画像(1633)誕生。

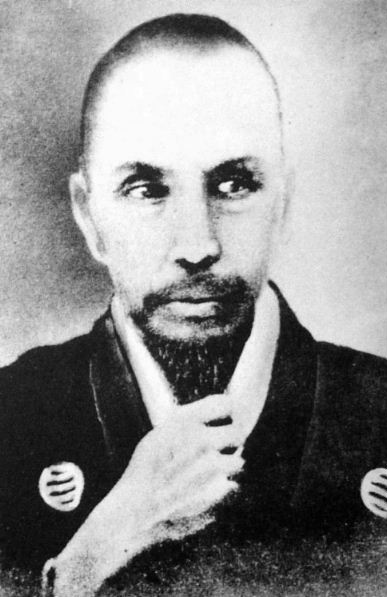
幕末の兵学者、佐久間象山(1811-1864)誕生。

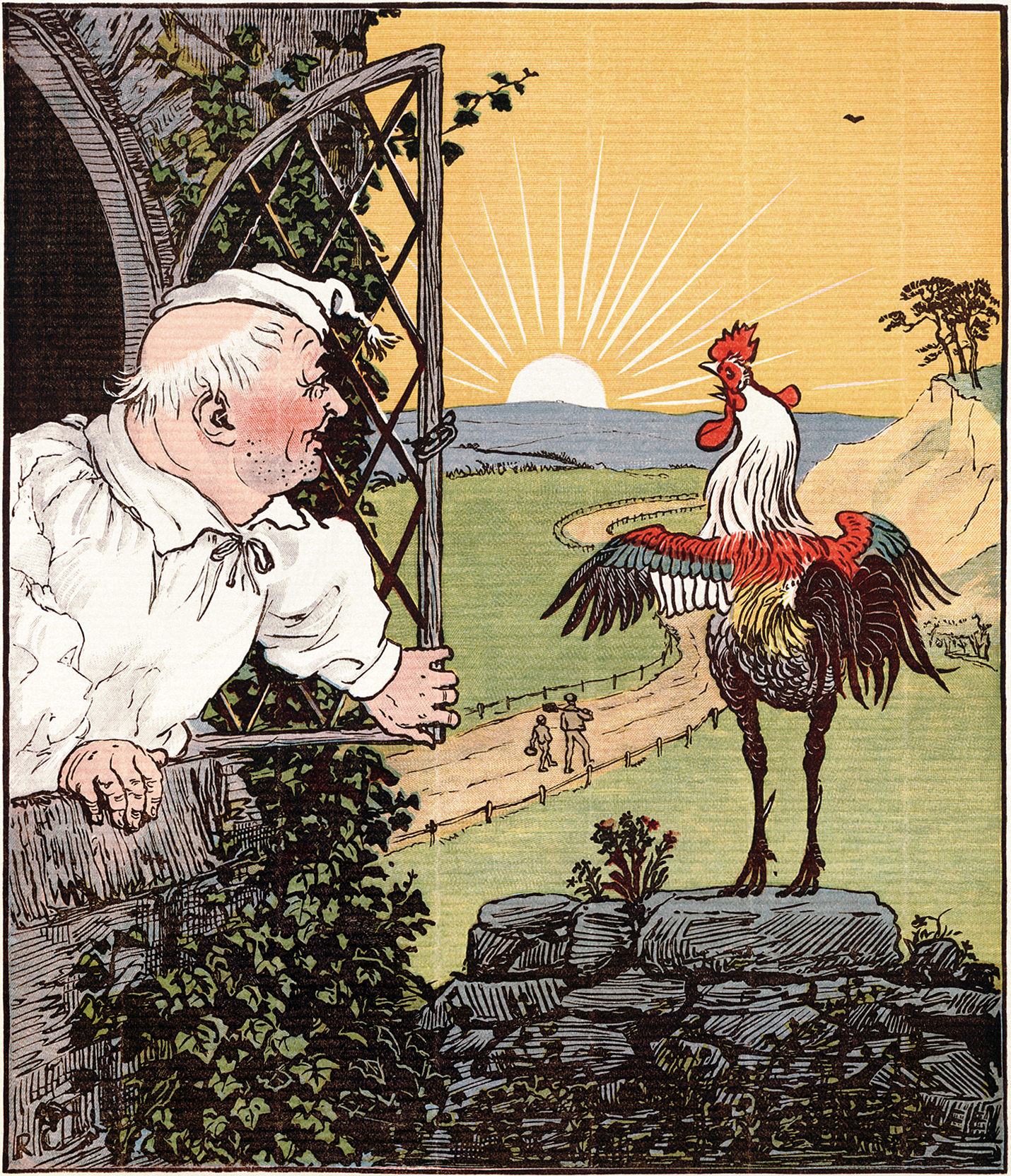
イラストレーター、ランドルフ・コールデコット(1846-1886)誕生。画像は『ジャックの建てた家』(1887)。コールデコット賞に名を残す。

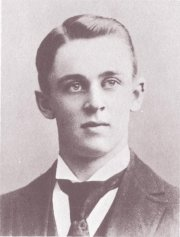
物理学者ロバート・ミリカン(1868-1953)誕生。光電効果の研究など。

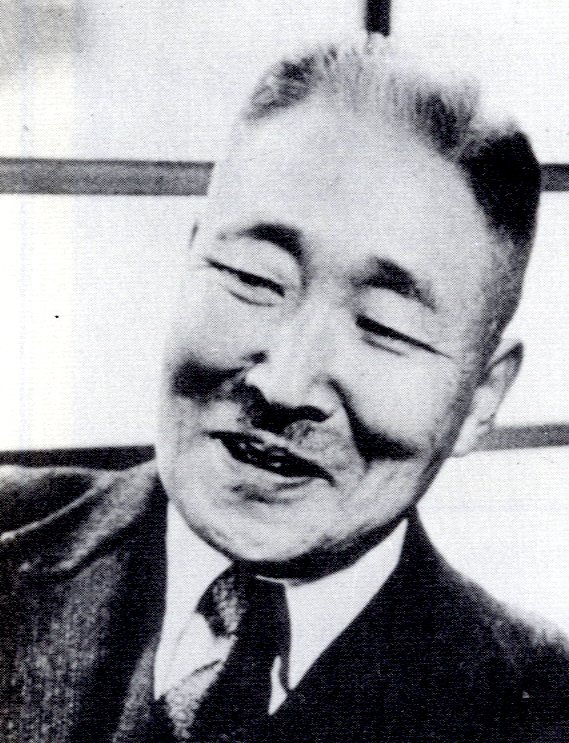
作曲家中山晋平(1887-1952)誕生。『シャボン玉』『ゴンドラの唄』など3000曲を遺した。

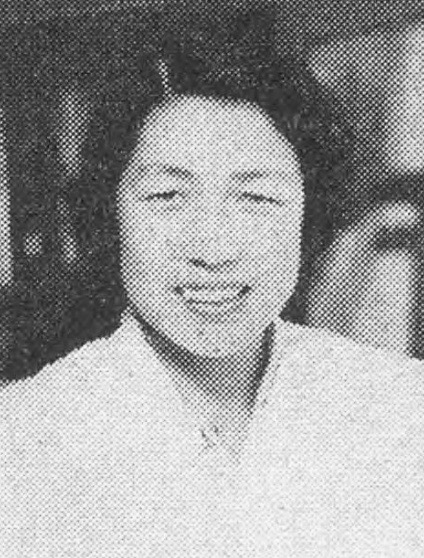
地球科学者猿橋勝子(1920-2007)誕生。「死の灰」を研究し、海水中の人工放射性元素の測定を行った。優れた研究業績をあげた女性科学者を表彰する「猿橋賞」に名を残す。

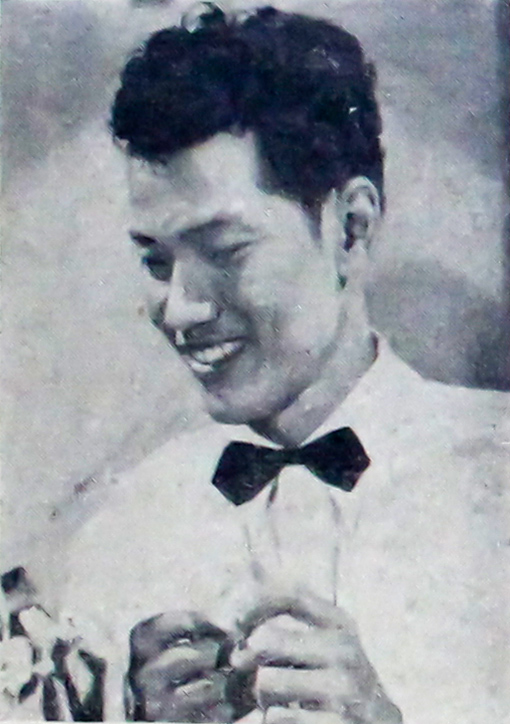
俳優、P・ラムリー(1929-1973)誕生。1950年代から1970年代にかけて活躍し、「マレーシア音楽の父」と呼ばれている。

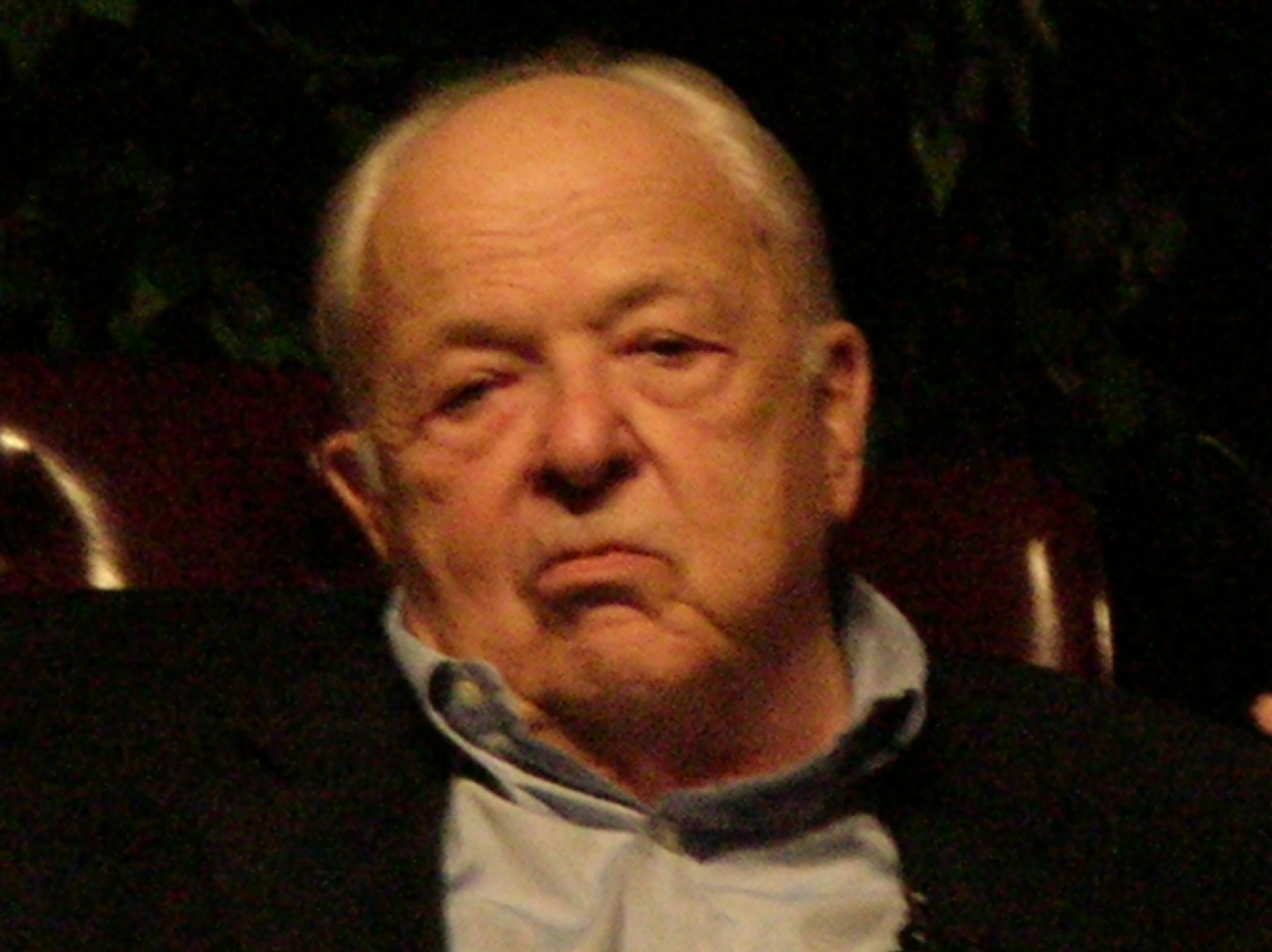
物理学者バートン・リヒター(1931-2018)誕生。ジェイプサイ中間子を発見。

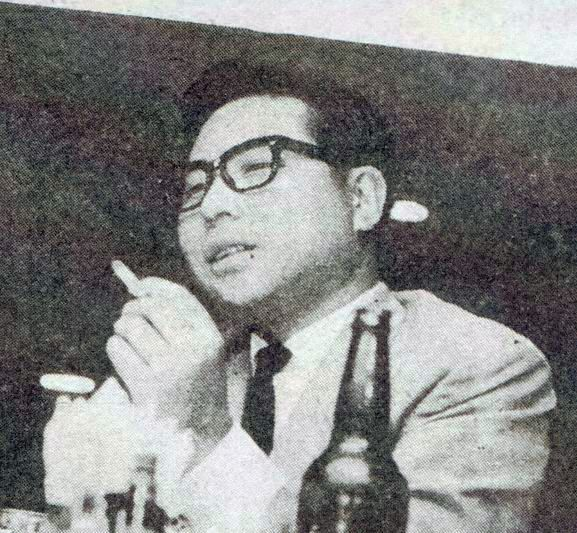
タレント大橋巨泉(1934-2016)誕生。学生時代からジャズ評論、放送作家を手掛け、1965年、「11PM」の司会者になって人気を博した。

- 1212年（建暦2年2月18日） - 後堀河天皇、第86代天皇（+ 1234年）
- 1394年 - ウルグ・ベク、ティムール朝の第4代君主（+ 1449年）
- 1459年 - マクシミリアン1世、神聖ローマ皇帝（+ 1519年）
- 1599年 - アンソニー・ヴァン・ダイク、画家（+ 1641年）
- 1609年 - ヤン2世、ポーランド王（+ 1672年）
- 1785年 - アダム・セジウィック、地質学者（+ 1873年）
- 1797年 - ヴィルヘルム1世、ドイツ皇帝、プロイセン王（+ 1888年）
- 1797年 - エドゥアルト・ガンス、法学者（+ 1839年）
- 1799年 - フリードリヒ・ヴィルヘルム・アルゲランダー、天文学者（+ 1875年）
- 1811年（文化8年2月28日） - 佐久間象山、兵学者（+ 1864年）
- 1821年（文政4年2月19日） - 花柳壽輔 (初代)、日本舞踊家（+ 1903年）
- 1837年（天保8年2月16日） - 成島柳北、文学者、ジャーナリスト（+ 1884年）
- 1837年 - ヴィルジニア・オルドイーニ、カスティリオーネ伯爵夫人、スパイ（+ 1899年）
- 1846年 - ランドルフ・コールデコット、イラストレーター、美術家（+ 1886年）
- 1852年 - オタカール・シェフチーク、ヴァイオリニスト（+ 1934年）
- 1857年 - 神田乃武、教育者、英学者、東京商科大学名誉教授（+1923年）
- 1857年 - ポール・ドゥメール、政治家、フランス大統領（+ 1932年）
- 1867年（慶応3年2月17日） - 山崎朝雲、彫刻家（+ 1954年）
- 1868年 - ロバート・ミリカン、物理学者（+ 1953年）
- 1868年 - アルフレッド・ファウラー、天文学者（+ 1940年）
- 1869年 - エミリオ・アギナルド、政治家、初代フィリピン共和国大統領（+ 1964年）
- 1875年 - 小倉正恒、実業家、財政家（+ 1961年）
- 1875年 - フリードリヒ・フォン・ヒューネ、古生物学者（+ 1969年）
- 1879年 - ヴィルヘルム・シュレンク、化学者（+ 1943年）
- 1880年 - 小磯國昭、政治家、第41代内閣総理大臣（+ 1950年）
- 1880年 - 藍澤彌八、実業家、アイザワ証券グループ創業者（+1969年）
- 1883年 - 大錦大五郎、大相撲第28代横綱（+ 1943年）
- 1887年 - チコ・マルクス、喜劇俳優、マルクス兄弟の長男（+ 1961年）
- 1887年 - 中山晋平、作曲家（+ 1952年）
- 1887年 - 小村雪岱、日本画家（+ 1940年）
- 1889年 - 小原英一、実業家（+ 1959年）
- 1889年 - 藤川三之祐、俳優（+ 1943年）
- 1894年 - 橋川時雄、中国文学者（+ 1982年）
- 1894年 - 山内義雄、フランス文学者（+ 1973年）
- 1896年 - 賀竜、軍人（+ 1969年）
- 1897年 - 牛原虚彦、映画監督（+ 1985年）
- 1899年 - エリアナ・パヴロワ、バレリーナ（+ 1941年）
- 1902年 - 楢橋渡、政治家（+ 1973年）
- 1904年 - 山花秀雄、政治家（+ 1987年）
- 1907年 - ジェームズ・ギャビン、軍人（+ 1990年）
- 1907年 - 飯田覚三、俳優（+ 没年不詳）
- 1908年 - ジャック・クロフォード、テニス選手（+ 1991年）
- 1909年 - ネイサン・ローゼン、物理学者（+ 1995年）
- 1911年 - 安井謙、政治家（+ 1986年）
- 1911年 - 瑞穂春海、映画監督、脚本家（+1995年）
- 1912年 - カール・マルデン、俳優（+ 2009年）
- 1913年 - ルー・ワッサーマン、ユニバーサル・スタジオ元社長、名誉会長（+ 2002年）
- 1914年 - 片山摂三、写真家（+ 2005年）
- 1914年 - 丸山眞男、政治学者、評論家（+ 1996年）
- 1915年 - ジョン・マコーネル、平和運動家 (+ 2012年)
- 1915年 - 濃人渉、プロ野球選手、監督（+ 1990年）
- 1915年 - 田中康三、元騎手、調教師（+ 1989年）
- 1916年 - 辻昶、フランス文学者（+ 2000年）
- 1917年 - 村上一治、元プロ野球選手（+ 1965年）
- 1919年 - 中川静子、小説家　（+ 1994年）
- 1920年 - ヘルムート・ヴィンシャーマン、オーボエ奏者、指揮者、教育者（+ 2021年）
- 1920年 - ファニー・ウォーターマン、ピアニスト、音楽教育家 （+ 2020年）
- 1920年 - 黒田能行、元衆議院決算委員会(現決算行政監視委員会)調査室長、元衆議院国家公務員労働組合委員長（+ 2014年）
- 1920年 - 岸田純之助、科学ジャーナリスト（+ 2012年）
- 1920年 - 猿橋勝子、地球科学者（+ 2007年）
- 1920年 - 小津次郎、英文学者（+ 1988年）
- 1923年 - マルセル・マルソー、パントマイマー（+ 2007年）
- 1926年 - 野口渉、プロ野球選手（+ 没年不詳）
- 1928年 - 立間祥介、中国文学者（+ 2014年）
- 1928年 - 網岡雄、政治家（+ 2011年）
- 1928年 - エリック・ドナルド・ハーシュ、教育学者
- 1929年 - 草間彌生、彫刻家、画家、小説家
- 1929年 - P・ラムリー、シンガーソングライター、俳優（+ 1973年）
- 1930年 - スティーヴン・ソンドハイム、作詞家、作曲家（+ 2021年）
- 1931年 - ウィリアム・シャトナー、俳優
- 1931年 - バートン・リヒター、物理学者（+ 2018年）
- 1933年 - 川村郁夫、元俳優
- 1933年 - アボルハサン・バニーサドル、政治家、初代イラン大統領（+ 2021年）
- 1933年 - ミシェル・イダルゴ、サッカー選手、指導者（+ 2020年）
- 1933年 - 香西泰、経済学者（+ 2018年）
- 1933年 - 円子宏、元プロ野球選手（+ 1998年）
- 1934年 - 大橋巨泉、放送作家、タレント、政治家（+ 2016年）
- 1934年 - 棚下照生、漫画家（+ 2003年）
- 1935年 - 森田健、ボクシング審判
- 1935年 - 新間寿、実業家、元新日本プロレス営業本部長（+ 2025年）
- 1935年 - 公卿敬子、女優、声優
- 1937年 - 村川透、映画監督
- 1937年 - アルミン・ハリー、陸上競技選手
- 1938年 - 原一平、ものまねタレント（+ 2014年）
- 1940年 - 富樫雅彦、ジャズミュージシャン（+ 2007年）
- 1940年 - ハイン・S・ニョール、俳優、医師（+ 1996年）
- 1941年 - 安恵照剛、将棋棋士
- 1941年 - 奥地圭子、教育者
- 1941年 - ブルーノ・ガンツ、俳優（+ 2019年）
- 1943年 - 桂枝助、落語家（+ 2004年）
- 1943年 - ジョージ・ベンソン、ギタリスト、歌手
- 1943年 - キース・レルフ、ミュージシャン（ヤードバーズ）（+ 1976年）
- 1944年 - 鈴村和成、フランス文学研究者
- 1944年 - 千葉泰久、実業家
- 1944年 - 大塚博堂、シンガーソングライター（+ 1981年）
- 1946年 - ルーディ・ラッカー、SF作家
- 1947年 - 三田村賢二、俳優
- 1947年 - 真島茂樹、ダンサー（+ 2024年）
- 1948年 - 山根基世、アナウンサー
- 1948年 - 吉見佑子、音楽評論家
- 1948年 - アンドリュー・ロイド・ウェッバー、作曲家
- 1949年 - 大野俊三、ジャズトランペット奏者
- 1949年 - 山田明郷、俳優
- 1949年 - 逢川亮子、声優
- 1949年 - ファニー・アルダン、女優
- 1950年 - 堀内正美、俳優
- 1950年 - 高坂真琴、声優
- 1950年 - 山岸伸、写真家
- 1952年 - 市橋保彦、実業家、日野自動車会長
- 1952年 - 稲葉正吉、政治家
- 1952年 - 結城哲郎、フリーアナウンサー
- 1952年 - 入船亭扇海、落語家（+ 2025年）
- 1953年 - 松井道夫、実業家、松井証券社長
- 1953年 - 児玉龍彦、医学者、東京大学名誉教授
- 1953年 - 笠間雄二、元プロ野球選手
- 1955年 - 田村信、漫画家
- 1955年 - 清田精二、ラジオパーソナリティ、アナウンサー
- 1955年 - レナ・オリン、女優
- 1955年 - 枝元なほみ、料理研究家（+ 2025年）
- 1956年 - みのもけんじ、漫画家
- 1957年 - 水樹和佳子、漫画家
- 1957年 - 田村勲、元プロ野球選手（+ 2000年）
- 1958年 - 上門一裕、実業家
- 1958年 - 古賀潤一郎、元政治家
- 1958年 - 糸数勝彦、元プロ野球選手
- 1959年 - 春海四方、俳優
- 1959年 - 幸田直子、女優、声優
- 1959年 - 矢野明仁、タレント
- 1959年 - 山口美央子、シンガーソングライター
- 1959年 - 有賀修二、技術者、実業家
- 1959年 - 大島典子、元アナウンサー
- 1959年 - マシュー・モディーン、俳優
- 1960年 - 高橋直樹、小説家、歴史作家
- 1960年 - 荻原修、元プロ野球選手
- 1961年 - 大貫健一、キャラクターデザイナー
- 1962年 - 北野勇作、SF作家
- 1962年 - 古手川伸子、女優
- 1962年 - 片岡光宏、元プロ野球選手
- 1963年 - 中友子、声優、ナレーター
- 1963年 - リッチ・モンテレオーネ、元プロ野球選手
- 1964年 - 金子隆博、サクソフォーン奏者（米米CLUB）
- 1964年 - 若山かずさ、演歌歌手
- 1964年 - 是永英治、実業家、著作家
- 1964年 - 西沢大良、建築家
- 1965年 - 京谷和央、報道記者、ニュースキャスター
- 1965年 - 近藤肇、アナウンサー、気象予報士
- 1965年 - 石川小百合、アナウンサー
- 1965年 - 原秀治、元バレーボール選手、指導者
- 1966年 - 渡辺伸彦、元プロ野球選手
- 1967年 - 中本千晶、作家
- 1967年 - 古井千佳夫、元アナウンサー
- 1967年 - マリオ・チポリーニ、自転車競技選手（ロードレース）
- 1968年 - 前川和也、元サッカー選手、指導者
- 1968年 - 鈴木新、ギター奏者
- 1968年 - ユーロニモス、ミュージシャン（+ 1993年）
- 1969年 - 有働由美子、アナウンサー
- 1970年 - 橋本美加子、歌手、アイドル、女優
- 1970年 - 黄永祚、陸上競技選手
- 1970年 - レオンティエン・ファンモールセル、自転車競技選手
- 1971年 - キーガン＝マイケル・キー、コメディアン
- 1972年 - 堀井美香、アナウンサー
- 1972年 - 田山ひろし、演歌歌手
- 1972年 - 高橋信夫、元プロ野球選手
- 1972年 - エルビス・ストイコ、フィギュアスケート選手
- 1972年 - コリー・ライドル、プロ野球選手（+ 2006年）
- 1973年 - 黒崎えり子、ネイリスト
- 1973年 - 石原洋三郎、政治家
- 1973年 - 橋詰尚子、気象予報士
- 1973年 - 高月悟里、漫画家
- 1973年 - 秋葉直樹、元プロ野球選手
- 1974年 - 岩田林平、実業家
- 1974年 - ジェイソン・フィリップス、プロ野球選手
- 1974年 - マーカス・キャンビー、バスケットボール選手
- 1975年 - 中村豪、お笑いタレント（やるせなす）
- 1976年 - リース・ウィザースプーン、女優
- 1976年 - 丹下博喜、ミュージカル俳優
- 1976年 - 土岐麻子、歌手
- 1977年 - 左東広之、舞台俳優
- 1977年 - 武田明神、お笑い芸人
- 1977年 - 山下洋子、元バレーボール選手
- 1978年 - 大島由佳、医師、元アナウンサー
- 1978年 - 佐々木国明、調教師、元騎手
- 1979年 - 馬場裕之、お笑いタレント（ロバート）
- 1979年 - 吉岡毅志、俳優
- 1979年 - 高木りな、女優
- 1979年 - Sachi、ファッションモデル
- 1980年 - 中村幸也、政治活動家、実業家
- 1980年 - 柳明日香、元タレント
- 1981年 - 木村はるか、声優、舞台女優、劇作家、脚本家
- 1981年 - 神嶌ありさ、女優、タレント
- 1981年 - 趙東和、野球指導者、元プロ野球選手
- 1982年 - 諸岡奈央、空手家
- 1982年 - 萩原舞、元AV女優
- 1983年 - 森愛子、声優
- 1983年 - 春野友矢、漫画家
- 1984年 - ジョー・スミス、プロ野球選手
- 1984年 - ピオトル・トロホウスキ、サッカー選手
- 1984年 - 碧風羽、イラストレーター
- 1984年 - 八十島、お笑いタレント（2700）
- 1984年 - 岸本鮎佳[14]、劇作家、脚本家、演出家
- 1985年 - 松橋優、元サッカー選手、指導者
- 1985年 - 桃瀬えみる、元AV女優、元グラビアアイドル
- 1986年 - 小林由佳、空手家
- 1986年 - 張文秀、陸上競技選手
- 1986年 - ボラム、歌手（元T-ARA）
- 1987年 - アイク・デービス、元プロ野球選手
- 1988年 - 小原徳子、女優
- 1988年 - 大石参月、ファッションモデル
- 1988年 - コンスタンチン・ベズマテルニフ、フィギュアスケート選手
- 1989年 - 坂越由実子、歌手（hy4 4yh）
- 1989年 - 服部美穂、女優
- 1989年 - さわぐちけいすけ、漫画家
- 1989年 - 鈴木千絵里、元タレント、元グラビアアイドル
- 1989年 - 中村恭平、元プロ野球選手
- 1990年 - 白井奈津、ラジオパーソナリティ
- 1990年 - 椎名香奈江、女優、グラビアアイドル
- 1990年 - パトリック・ドープラ、サッカー選手
- 1991年 - ダニー・ウェブ、ロードレース世界選手
- 1994年 - 白又敦、タレント、俳優
- 1994年 - 吉田大輝、俳優
- 1994年 - エドウィン・ディアス、プロ野球選手
- 1995年 - 橋本わかな、女優
- 1995年 - 源藤アンリ、ファッションモデル、タレント、グラビアアイドル
- 1996年 - 小針侑也、実業家、ピアニスト、プロデューサー
- 1997年 - 鈴木博志、プロ野球選手
- 1997年 - 名倉ひなの、ラグビーユニオン選手
- 1997年 - 小野寺友香、元バレーボール選手
- 1997年 - 佐藤元、声優
- 1998年 - 傍士聖海、アイドル（iDOL Street）
- 1998年 - 川後陽菜、モデル、YouTuber、元アイドル（元乃木坂46）
- 1999年 - 湯井飛鳥、プロ野球選手
- 1999年 - 藤崎しおり、アイドル、ピアニスト（BANZAI JAPAN、NIRA）
- 1999年 - ミック・シューマッハ、F1ドライバー
- 2000年 - 渡辺桃、プロレスラー
- 2000年 - 下川隼佑、プロ野球選手
- 2001年 - 高良彩花、陸上競技選手
- 2001年 - 小宮りりか、元子役
- 2004年 - 永野恵、アイドル（元AKB48）
- 2004年 - 籾山ひめり、アイドル（高嶺のなでしこ）
- 2005年 - 舞乃空、歌手、YouTuber
- 2013年 - 市川新之助 (8代目)、歌舞伎役者
- 2018年 - 星街すいせい、VTuber
- 生年不詳 - 中野たむ、プロレスラー
- 生年不詳 - 尾崎真実[15]、声優
- 生年不詳 - 狭川尚紀、声優
- 生年不詳 - 仲野元、舞台俳優、声優
- 生年不詳 - 永吉ユカ、声優
- 生年不詳 - 小田菜摘、小説家
- 生年不詳 - 林家志弦、漫画家
- 生年不詳 - 元原絵里奈、漫画家
- 生年不詳 - 雅樹里、漫画家
- 生年不詳 - 柚月純、漫画家
- 生年不詳 - 若桑一人、漫画原作者、脚本家

### 人物以外（動物など）
- 1993年 - エイシンガイモン、競走馬
- 1993年 - サイレントハンター、競走馬 (+ 2014年）
- 1999年 - アサクサデンエン、競走馬
- 2012年 - ドゥラメンテ、競走馬 (+ 2021年）
- 2019年 - サトノレーヴ、競走馬
- 2020年 - タスティエーラ、競走馬

## 忌日

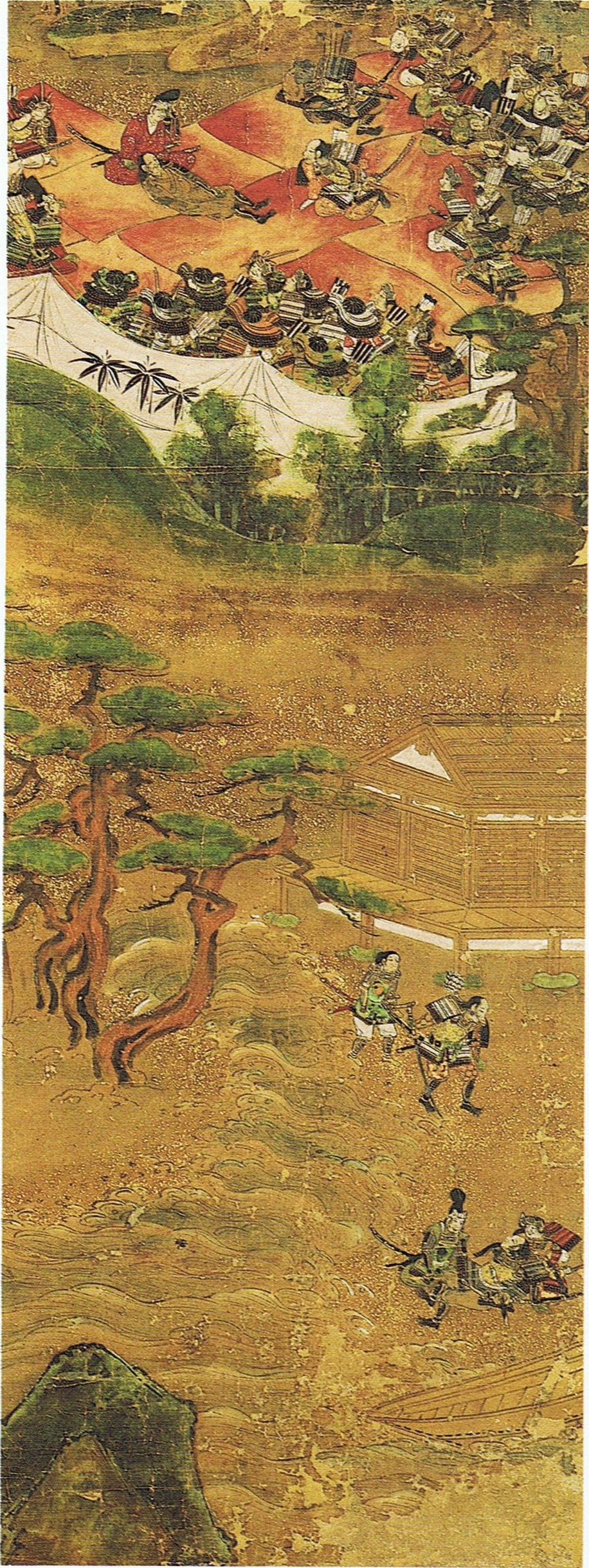
平安末期の武将、義経四天王の一人佐藤継信(生年不詳-1185)戦死。画像は赤間神宮所蔵、屋島での継信最後。

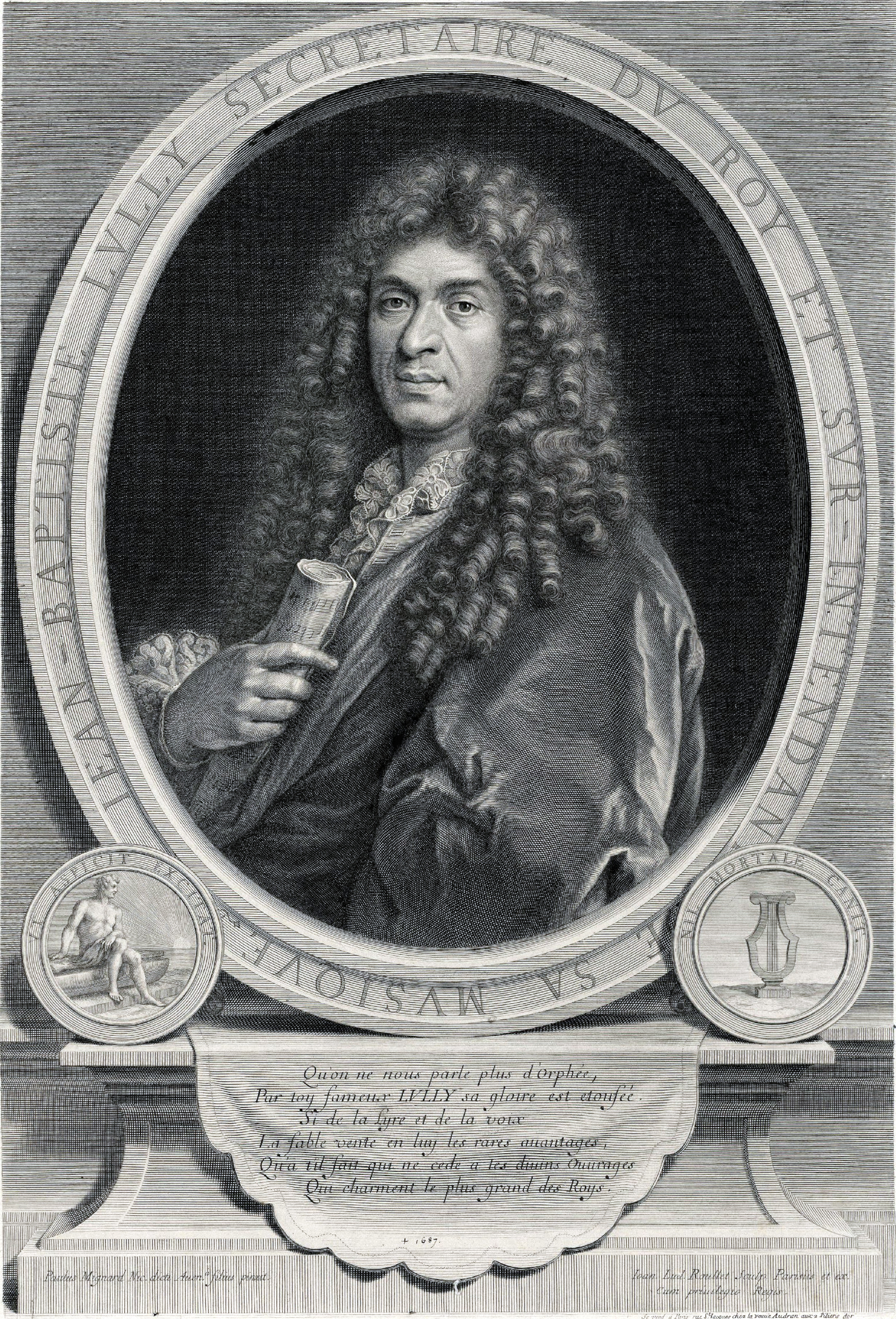
フランスバロックの作曲家、ジャン＝バティスト・リュリ(1632-1687)没。

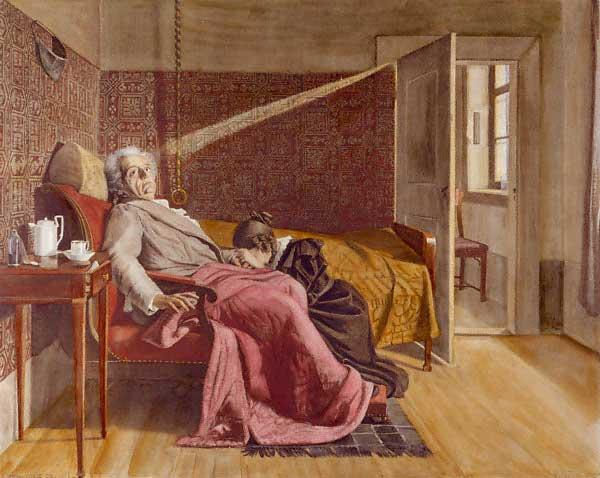
詩人ヨハン・ヴォルフガング・フォン・ゲーテ(1749-1832)没。画像はフリッツ・フライシャー『ゲーテの死』(1900)。

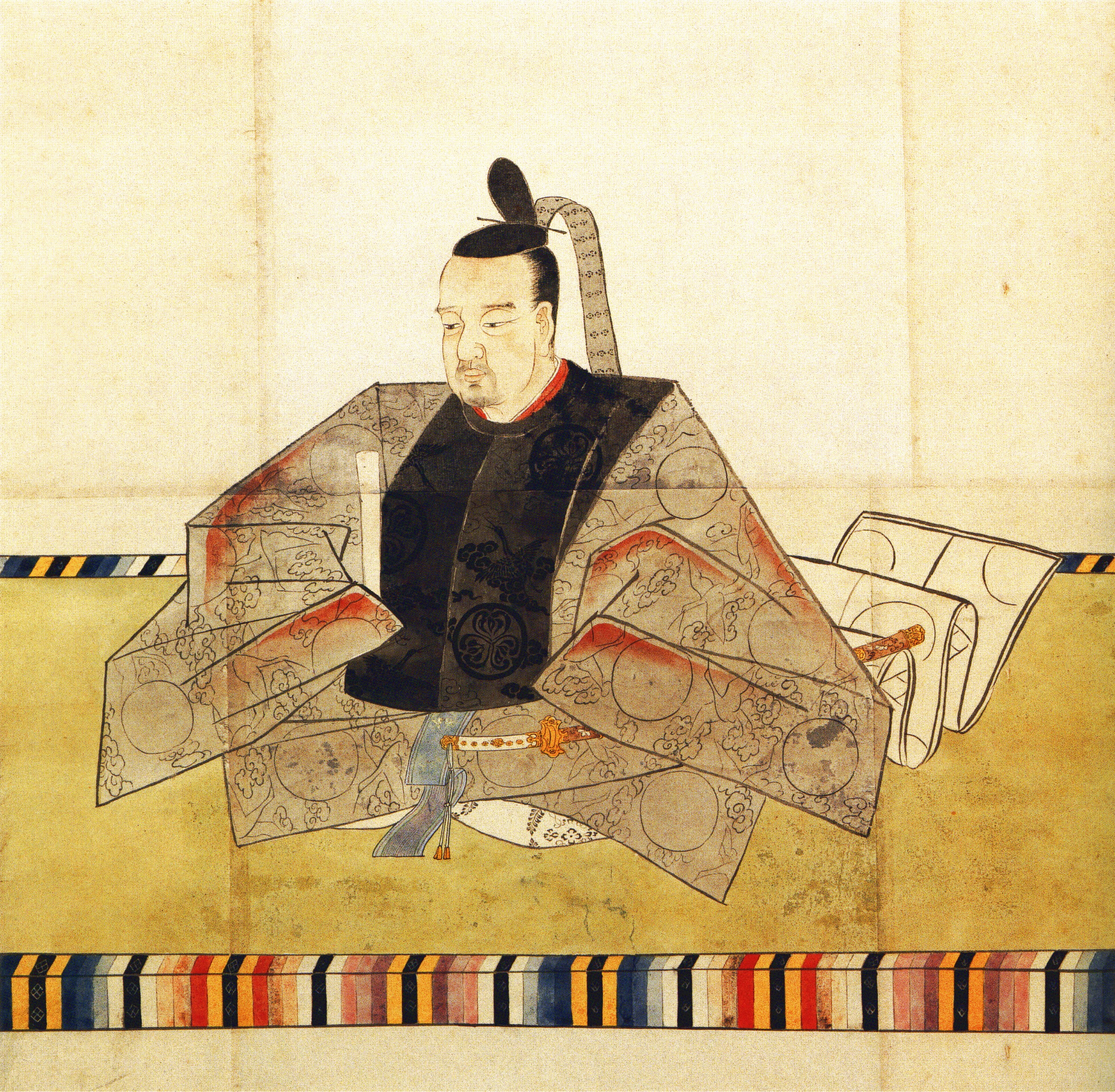
江戸幕府第11代征夷大将軍、徳川家斉(1773-1841)没。

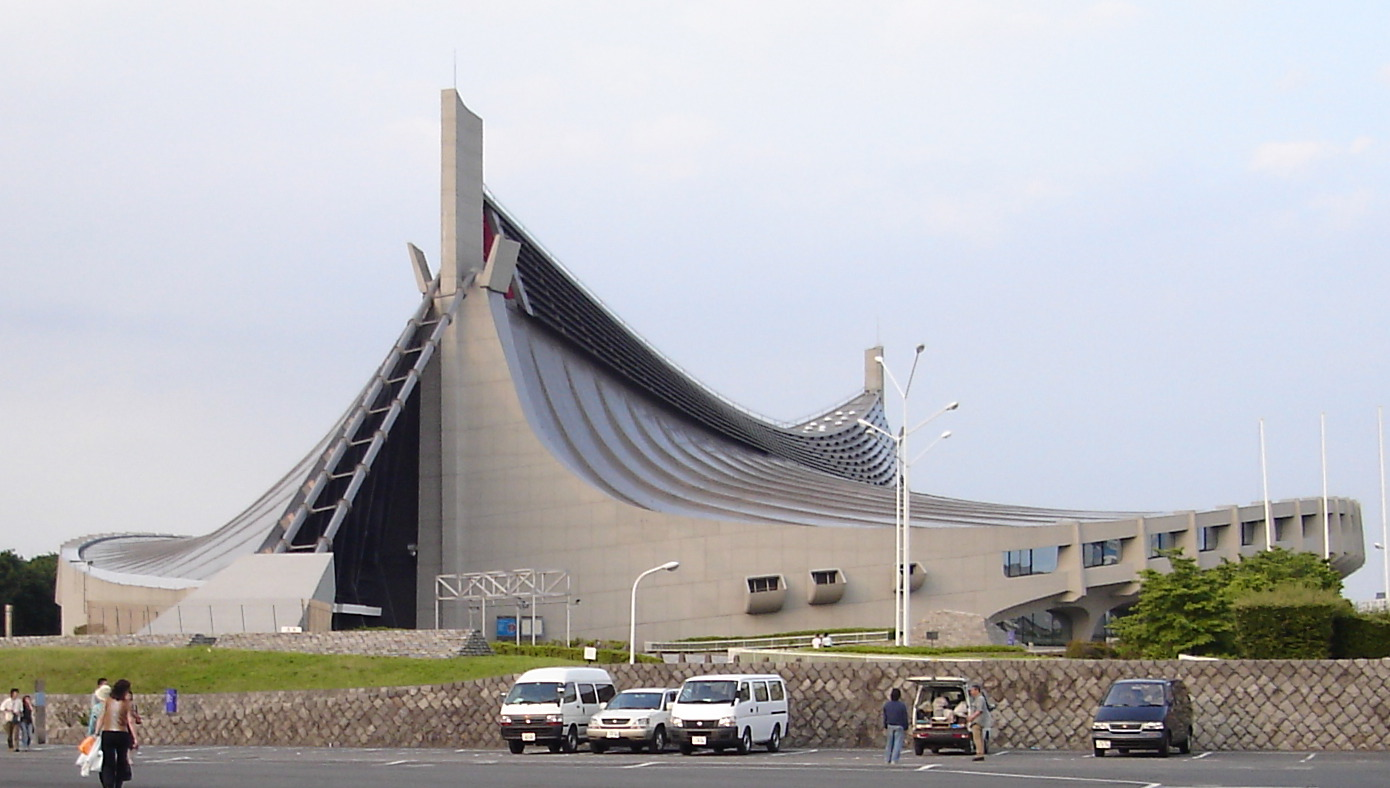
建築家、丹下健三(1913-2005)没。画像は丹下が手掛けた国立代々木競技場(1964)。

- 570年（欽明天皇32年3月1日） - 蘇我稲目、飛鳥時代の大臣（* 506年頃）
- 1185年（文治元年2月19日） - 佐藤継信、平安時代の武将（* 生年不詳）
- 1544年 - ヨハネス・マグヌス（英語版）、神学者、歴史家、カトリック大司教、ゴート起源説創作者（* 1488年）
- 1602年 - アゴスティーノ・カラッチ、画家・版画家（* 1557年）
- 1615年（慶長20年2月23日） - 池田忠継、岡山藩主（* 1599年）
- 1687年 - ジャン＝バティスト・リュリ、作曲家（* 1632年）
- 1758年 - ジョナサン・エドワーズ、神学者（* 1703年）
- 1767年 - ヨハン・ペーター・ジュースミルヒ、牧師、統計学者（* 1707年）
- 1772年 - ジョン・カントン（英語版）、物理学者、静電気研究者（静電発電機）（* 1718年）
- 1789年（寛政元年2月26日） - 井伊直幸、江戸幕府大老、第13代彦根藩主（* 1729年）
- 1801年（享和元年2月8日） - 大典顕常、僧、漢詩人（* 1719年）
- 1831年 - ジョン・ウォリック・スミス、画家、イラストレーター（* 1749年）
- 1832年 - ヨハン・ヴォルフガング・フォン・ゲーテ、作家（* 1749年）
- 1852年 - ジェレマイア・モロー、第9代オハイオ州知事（* 1771年）
- 1885年 - ハリー・パークス、外交官、駐日英国公使（* 1828年）
- 1902年 - ヴィンチェンツォ・カビアンカ、画家（* 1827年）
- 1913年 - 宋教仁、革命運動家、政治家（* 1882年）
- 1913年 - ルッジェーロ・オッディ、解剖学者、生理学者（* 1864年）
- 1929年 - 井上良馨、日本海軍の元帥（* 1845年）
- 1942年 - 建畠大夢、彫刻家（* 1880年）
- 1943年 - 新美南吉、児童文学作家（* 1913年）
- 1944年 - エグモント・ツール・リッペ＝ヴァイセンフェルト、ドイツ空軍のエース・パイロット（* 1918年）
- 1945年 - 西竹一（バロン西）、軍人（* 1902年）
- 1950年 - アーサー・ホプキンス、劇作家、脚本家、映像監督、プロデューサー（* 1878年）
- 1951年 - ウィレム・メンゲルベルク、指揮者（* 1871年）
- 1956年 - ジョージ・サートン（英語版）、科学史家（* 1884年）
- 1961年 - 西岡広吉、内務官僚、政治家、公選初代岡山県知事（* 1893年）
- 1963年 - シリー・アウセム、テニス選手（* 1909年）
- 1963年 - アーチボルド・ジョイス、作曲家（* 1873年）
- 1969年 - カミーユ・マンドリヨン、バイアスロン選手（* 1891年）
- 1972年 - 井村重雄、政治家、元金沢市長（* 1903年）
- 1972年 - 霧立のぼる、女優（* 1917年）
- 1973年 - 湯口敏彦、プロ野球選手（* 1952年）
- 1974年 - 福田平八郎、日本画家（* 1892年）
- 1975年 - 阪本勝、政治家、戯曲作家、美術評論家、元兵庫県知事（* 1899年）
- 1975年 - 戒能通孝、法学者、弁護士（* 1908年）
- 1976年 - 原口忠次郎、土木技術者、官僚、政治家、第12代神戸市長（* 1889年）
- 1976年 - 藤原義江、テノール歌手、藤原歌劇団創始者（* 1898年）
- 1976年 - 山口政信、プロ野球選手（* 1916年）
- 1977年 - 村山知義、小説家、劇作家、演出家、画家（* 1901年）
- 1978年 - ソノラ・スマート・ドッド（英語版）、社会事業家、父の日提案者（* 1882年）
- 1979年 - ウォルター・レッグ、レコーディング・プロデューサー（* 1906年）
- 1980年 - 佐伯達夫、日本高等学校野球連盟会長（* 1892年）
- 1983年 - 矢次一夫、労働運動家（* 1899年）
- 1984年 - 加藤瀧二、政治家、元埼玉県川越市長（* 1898年）
- 1985年 - アリスター・ハーディ、海洋生物学者（* 1896年）
- 1986年 - 山西由之、実業家、元TBS社長（* 1922年）
- 1989年 - 工藤正、政治家、元青森市長（* 1923年）
- 1989年 - 大関早苗[16]、美容家（* 1925年）
- 1990年 - 金子操、実業家、元東宝副社長（* 1915年）
- 1990年 - 平岡精二、ジャズミュージシャン（* 1931年）
- 1992年 - アーサー・クロンキスト、植物学者（* 1919年）
- 1992年 - 杉田弘子、元女優（* 1934年）
- 1992年 - 桐山襲、小説家（* 1949年）
- 1994年 - 胡桃沢耕史、小説家（* 1925年）
- 1994年 - 菅貫太郎、俳優（* 1934年）
- 1994年 - ダン・ハートマン、歌手、シンガーソングライター、音楽プロデューサー（* 1950年）
- 1995年 - 新村源雄、政治家（* 1919年）
- 1995年 - 原田力男、音楽プロデューサー（* 1939年）
- 1996年 - クロード・モーリアック、作家、ジャーナリスト（* 1914年）
- 1996年 - ヴァーツラフ・ネリベル、作曲家（* 1919年）
- 1997年 - 登坂重次郎、政治家（* 1913年）
- 1997年 - 内田莉莎子、翻訳家、児童文学者、ロシア文学者（* 1928年）
- 1998年 - 西邑昌一、サッカー選手、監督（* 1912年）
- 1999年 - 里中まりあ、AV女優（* 1977年）
- 2001年 - ウィリアム・ハンナ、アニメーター、プロデューサー（* 1910年）
- 2001年 - サビハ・ギョクチェン、パイロット（* 1913年）
- 2001年 - 奈良本辰也、歴史学者（* 1913年）
- 2001年 - あすなひろし、漫画家（* 1941年）
- 2002年 - マルセル・アンセンヌ、陸上競技選手（* 1917年）
- 2002年 - ルドルフ・バウムガルトナー、指揮者、ヴァイオリニスト（* 1917年）
- 2002年 - 瀬川良雄、囲碁棋士（* 1913年）
- 2002年 - 牧田茂、民俗学者（* 1916年）
- 2002年 - 奥田靖雄、言語学者（* 1919年）
- 2003年 - 橘田規、プロゴルファー（* 1934年）
- 2004年 - 豆千代、歌手（* 1912年）
- 2004年 - アフマド・ヤースィーン、ハマース創設者（* 1936年）
- 2004年 - ジャネット・アクユズ・マッテイ、天文学者（* 1943年）
- 2005年 - 丹下健三、建築家（* 1913年）
- 2005年 - 片山正英、農林官僚、政治家、第9代林野庁長官（* 1914年）
- 2005年 - 阪田寛夫、詩人、小説家（* 1925年）
- 2006年 - 3代目三遊亭圓右、落語家（* 1923年）
- 2006年 - ピーター・オルワ、プロボクサー（* 1949年）
- 2007年 - 村上弘、第3代日本共産党委員長（* 1921年）
- 2007年 - 城山三郎、小説家（* 1927年）
- 2007年 - 菅野光夫、元プロ野球選手（* 1952年）
- 2009年 - 望月洋子、作家（* 1931年）
- 2009年 - 青井達也、ラグビー選手（* 1932年）
- 2010年 - 永山光幹、刀剣研師（* 1920年)
- 2010年 - ジェームス・ブラック、薬理学者、ノーベル医学・生理学賞受賞者（* 1924年）
- 2011年 - 木村栄文、テレビ番組ディレクター、プロデューサー（* 1935年）
- 2012年 - 坂元昂、教育工学者、東京工業大学名誉教授、大学入試センター名誉教授（* 1933年）
- 2012年 - 吉原健一郎、歴史学者、成城大学名誉教授（* 1938年）
- 2013年 - 寺西学、政治家（* 1936年）
- 2013年 - 高橋潤二郎、経済学者、地理学者、慶應義塾大学名誉教授（* 1936年）
- 2013年 - デレク・ワトキンス、トランペット奏者（* 1945年）
- 2014年 - パトリス・ワイモア、女優（* 1926年）
- 2014年 - 外山滋、バイオリニスト、徳島文理大学名誉教授（* 1935年）
- 2015年 - 鈴木さち、第70代内閣総理大臣鈴木善幸夫人（*1919年）
- 2015年 - 吉岡基次、実業家、第5代松坂屋社長（* 1936年）
- 2015年 - 坂本弘、アナウンサー（* 1937年）
- 2016年 - 逢沢英雄、政治家（* 1926年）
- 2016年 - リタ・ガム、女優、映画監督（* 1927年）
- 2016年 - あごバリア、ゲームクリエイター（* 生年不詳）
- 2017年 - 荒木見悟、中国哲学者、九州大学名誉教授（* 1917年）
- 2017年 - 佐藤大輔、小説家、漫画原作者、ゲームデザイナー（* 1964年）
- 2018年 - チャールズ・ラザラス（英語版）、実業家、トイザらス創業者（* 1924年）
- 2018年 - 川添昭二、歴史学者、九州大学名誉教授（* 1927年）
- 2018年 - レネ・オウセマン、サッカー選手（* 1953年）
- 2020年 - ジェルマ・コロン、言語学者（* 1928年）
- 2020年 - マイク・ロンゴ、ジャズピアニスト、作曲家（* 1937年）
- 2020年 - 金田義倫、プロ野球選手、スコアラー（* 1945年）
- 2020年 - ブランコ・シカティック、キックボクサー、K-1 GRAND PRIX '93王者（* 1954年）
- 2021年 - エルジン・ベイラー、バスケットボール選手、指導者、球団経営者（* 1934年）
- 2021年 - 平野甲賀、装丁家（* 1938年）
- 2022年 - 西尾勝、行政学者、東京大学名誉教授（* 1938年）
- 2022年 - 三留理男、報道写真家（* 1938年）
- 2022年 - 阪本敏三、プロ野球選手（* 1943年）
- 2022年 - アレクセイ・シャロフ、海軍軍人、元第810独立親衛海軍歩兵旅団長（* 1980年）
- 2023年 - 芹沢俊介、評論家（* 1942年）
- 2023年 - 松井孝典、惑星科学者、第13代千葉工業大学学長、東京大学名誉教授（* 1946年）
- 2023年 - 団時朗、俳優（* 1949年）
- 2023年 - ウラジーミル・チューロフ、政治家（* 1953年）
- 2023年 - ウェイン・スウィニー、ギタリスト（* 1964年）
- 2024年 - ローラン・ド・ブリュノフ、絵本作家（* 1925年）
- 2025年 - グザヴィエ・ル・ピション、地球物理学者、コレージュ・ド・フランス名誉教授（* 1937年）
- 2025年 - 吉岡八郎、調教師（* 1940年）
- 2025年 - 江代充、詩人（* 1952年）

## 記念日・年中行事

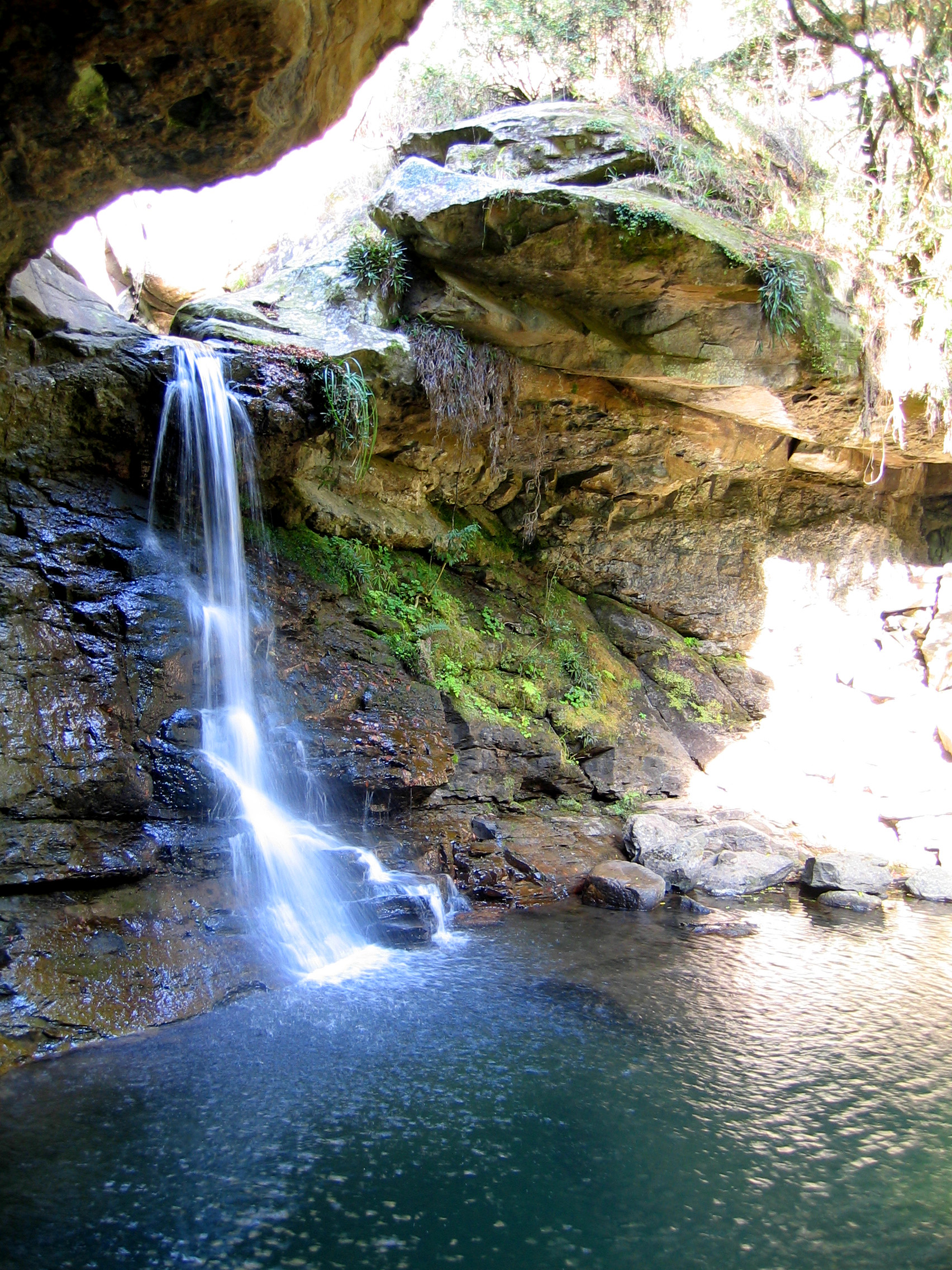
国連水の日

- 世界水の日（ 世界）
1992年の国連総会で決定した国際デーの一つ。
- 放送記念日（ 日本）
日本放送協会が1943年に制定。1925年のこの日に社団法人東京放送局（現在のNHK東京放送局）が東京芝浦に設けられた東京放送局仮スタジオから日本初のラジオ放送が行なわれたことを記念[17]。
- さくらねこの日（ 日本）
兵庫県芦屋市の公益財団法人どうぶつ基金が制定。不妊治療を終え、耳の先を桜の形に少し切った「さくらねこ」を多くの人に知ってもらうことが目的。同法人は、犬や猫の殺処分ゼロを目指し、不幸な命を減らすために無料で不妊治療を行っている。日付は「3（さくら）22（にゃんにゃん）」の語呂合わせから[18]。